# Formica lefrancoisi
Formica lefrancoisi är en myrart som beskrevs av Jean Bondroit 1918. Formica lefrancoisi ingår i släktet Formica och familjen myror. Inga underarter finns listade i Catalogue of Life.